# Germanie supérieure
vers 83 – 297
Entités précédentes :
- Gaule belgique

Entités suivantes :
- Germanie première
- Séquanaise

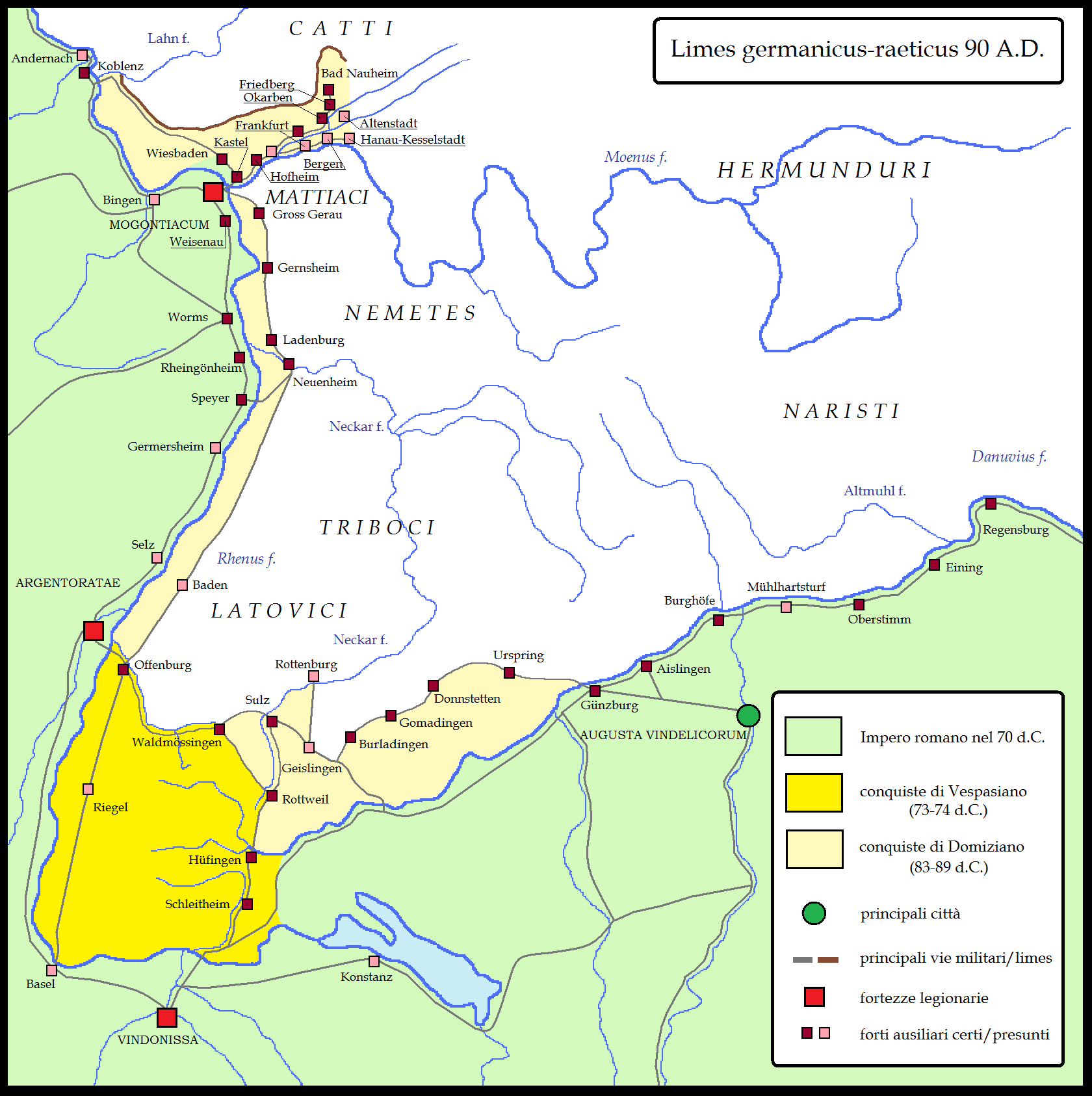
Limes germanico-rhétique en 70

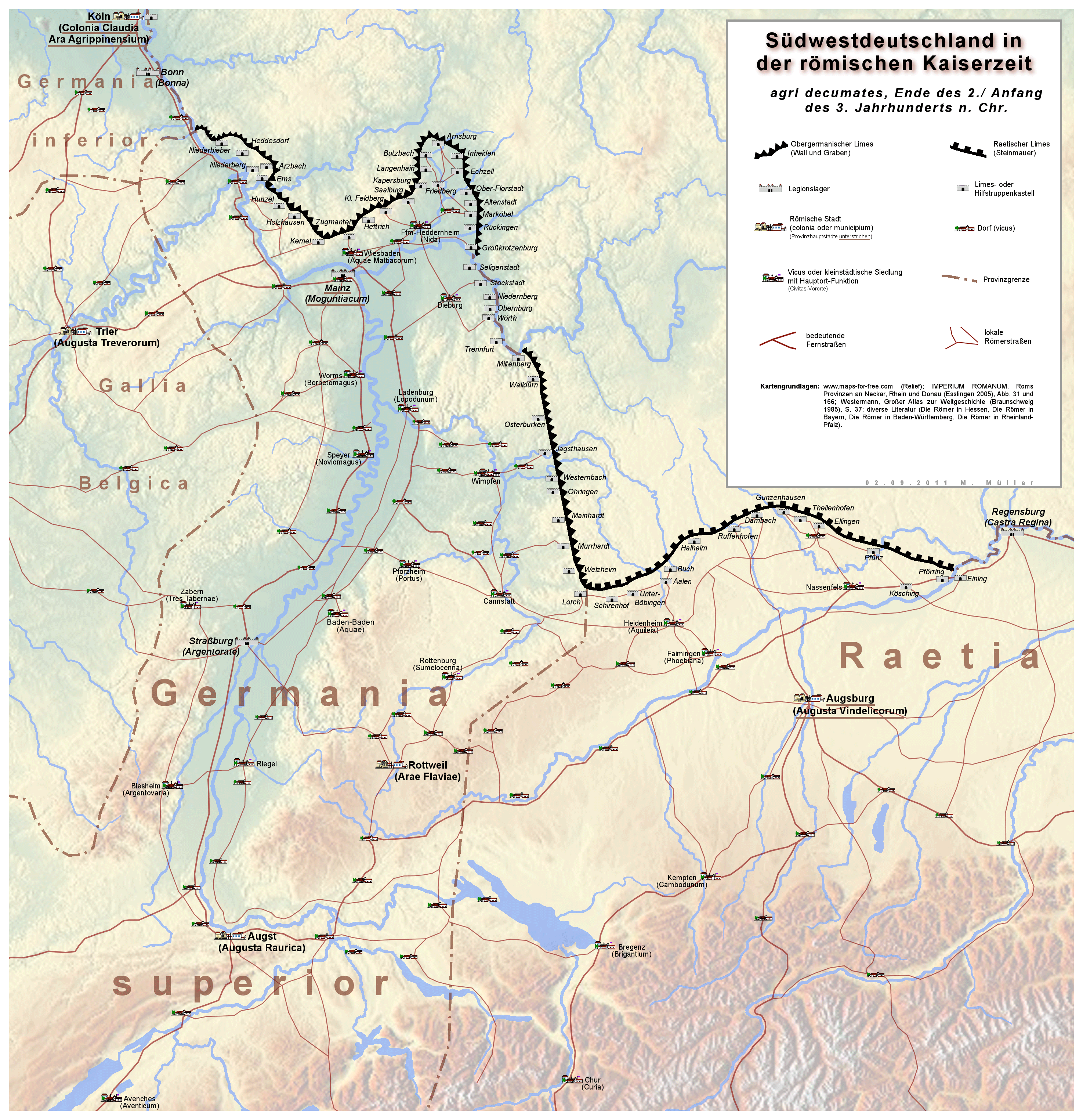
Agri decumates Karte.png

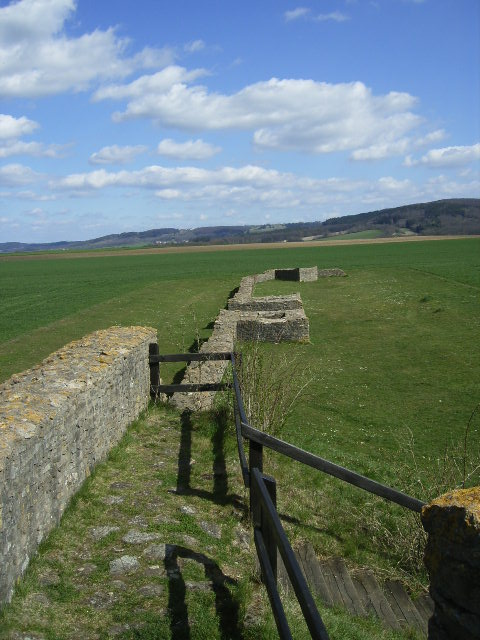
Ruines du fort romain de Sablonetum sur le limes, aux confins de la Germanie supérieure et de la Rhétie (auj. aux environs d’Ellingen, en Moyenne-Franconie)

La Germanie supérieure (en latin : Germania superior) est une province de l’Empire romain instituée vers 83 apr. J.-C. par l’empereur Domitien à partir d’un district militaire de la Gaule belgique. Délimitée au nord par le limes de Germanie, la subdivision territoriale s’étend sur la plaine d'Alsace, le massif du Jura et le Plateau suisse. Elle fait partie du système défensif de l’Empire face aux peuples germaniques.
Durant la crise du IIIe siècle, le territoire dépend de l’éphémère empire des Gaules et subit les premières incursions des Alamans qui conquièrent les champs Décumates vers 260. Revenue sous l’autorité de l’Empire romain en 274, la province est dissoute en 297 par la réforme administrative de l’empereur Dioclétien qui crée la Germanie première et la Séquanaise pour administrer la région du Rhin supérieur.
La capitale de la province est Mogontiacum, aujourd'hui Mayence, où siège le légat d'Auguste propréteur (legatus Augusti pro praetore exercitus Germaniae superioris).

## Topographie
À la limite nord de la Germanie supérieure coule le Vinxtbach, une toute petite rivière qui se jette dans le Rhin entre Rigomagus — aujourd'hui Remagen — et Confluentes — maintenant Coblence — et fait office de frontière.
Juste au sud de la petite ville de Bad Breisig, dans un petit vicus appelé Ad fines, on a retrouvé une pierre votive d'une divinité dédiée aux frontières. Elle est aujourd'hui au musée national de Bonn. L'ancien nom de cette petite rivière semble avoir été Obrincas.
On ne sait pourquoi cette petite rivière quasi insignifiante et à la vallée fort accidentée fait office de frontière. Un peu plus haut, la vallée de l'Ahr — défendue par le castellum de Rigomagus, très longue et perpendiculaire au Rhin aurait pu être plus précise. Il est possible que les Trévires aient montré aux Romains que c'était là leur frontière nord. Cette rivière est toujours la limite des archevêchés de Coblence et de Cologne. Aujourd'hui encore c'est la limite sud du « kölsch », — le dialecte parlé dans la région située entre Cologne et Venlo — avec le dialecte de Coblence que l'on retrouve tout le long de la Moselle jusqu'à Trèves.

## Liste partielle des légats d'Auguste proprêteur de Germanie Supérieur

### Règne deDomitien
- Lucius Iavolenus Priscus (89/90 à 91/92)